# Magadan Airlines

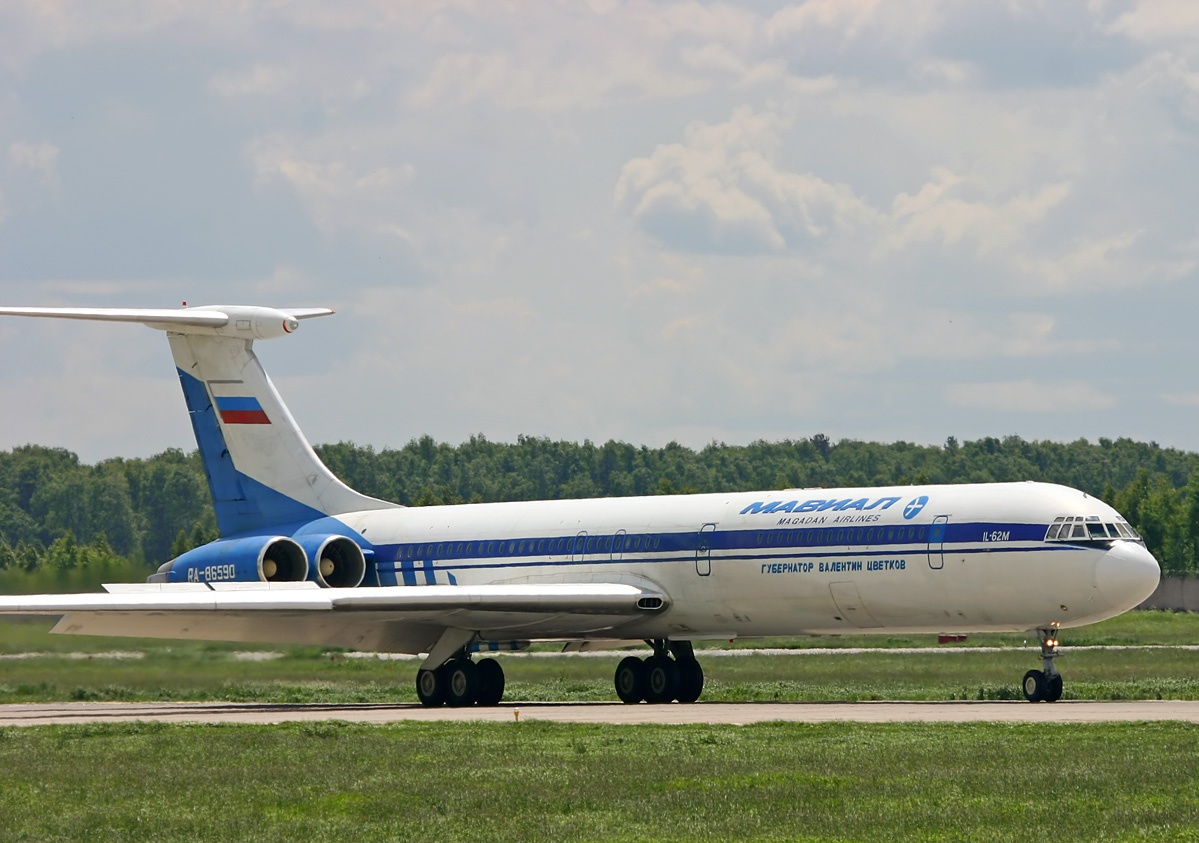
Vliegtuig van Magadan Airlines

Magadan Airlines (Russisch: Авиакомпания “Магаданские авиалинии”; Aviakompania "Magadanskieje avialini") of Mavial was een Russische luchtvaartmaatschappij met haar hoofdzetel in Magadan. Tot juni 2006 voerde zij passagiers- en chartervluchten uit binnen Rusland en naar Anchorage in Alaska.

## Code-informatie
- IATA-code: H5
- ICAO-code: MVL
- roepletter: Mavial

## Geschiedenis
Magadan Airlines of Mavial werd in 1992 opgericht vanuit Aeroflots Magadandivisie. Zij kreeg als enige Russische maatschappij toestemming voor een lijndienst tussen Magadan en Anchorage. 
In juni 2006 schortte Magadan Airlines al haar vluchtten op vanwege een schuld van omgerekend 18 miljoen dollar. Het bedrijf werd echter niet failliet verklaard. Twintig piloten van het bedrijf begonnen op 25 oktober 2006 aan een hongerstaking om hun achterstallige loon uitbetaald te krijgen, waarin ze later gevolgd werden door vluchtleiders, technici en ingenieurs.
Aeroflot had eerder belangstelling getoond voor een overname van het bedrijf en heeft een dochterbedrijf geopend in de oblast, dat werk biedt aan een aantal voormalige werknemers. Ook heeft het bedrijf belangstelling getoond voor een wet-leaseovereenkomst voor twee Tupolev Tu-154's.

## Diensten
Tot juni 2006 voerde Magadan Airlines lijnvluchten uit naar (juli 2005):
- Binnenland: Chabarovsk, Irkoetsk, Jekaterinenburg, Krasnodar, Magadan, Moskou, Novosibirsk, Sint-Petersburg, Vladivostok
- Buitenland: Anchorage

## Vloot
De vloot van Magadan Airlines bestond in juni 2006 uit:
- 1 Ilyushin IL-62
- 2 Tupolev TU-154B
- 1 Tupolev TU-154M